# گلنکو (اکلاهما)
گلنکو(به انگلیسی: Glencoe) شهری در ایالت اکلاهما کشور ایالات متحده آمریکا است که جمعیت آن در سرشماری سال ۲۰۱۰ میلادی، ۶۰۱ نفر بوده‌است.